# Navas de Riofrío
Navas de Riofrío es un municipio y localidad española de la provincia de Segovia, en la comunidad autónoma de Castilla y León. Cuenta con una población de 439 habitantes (INE 2024).

## Toponimia
Popularmente es conocido como Las Navillas.

## Geografía

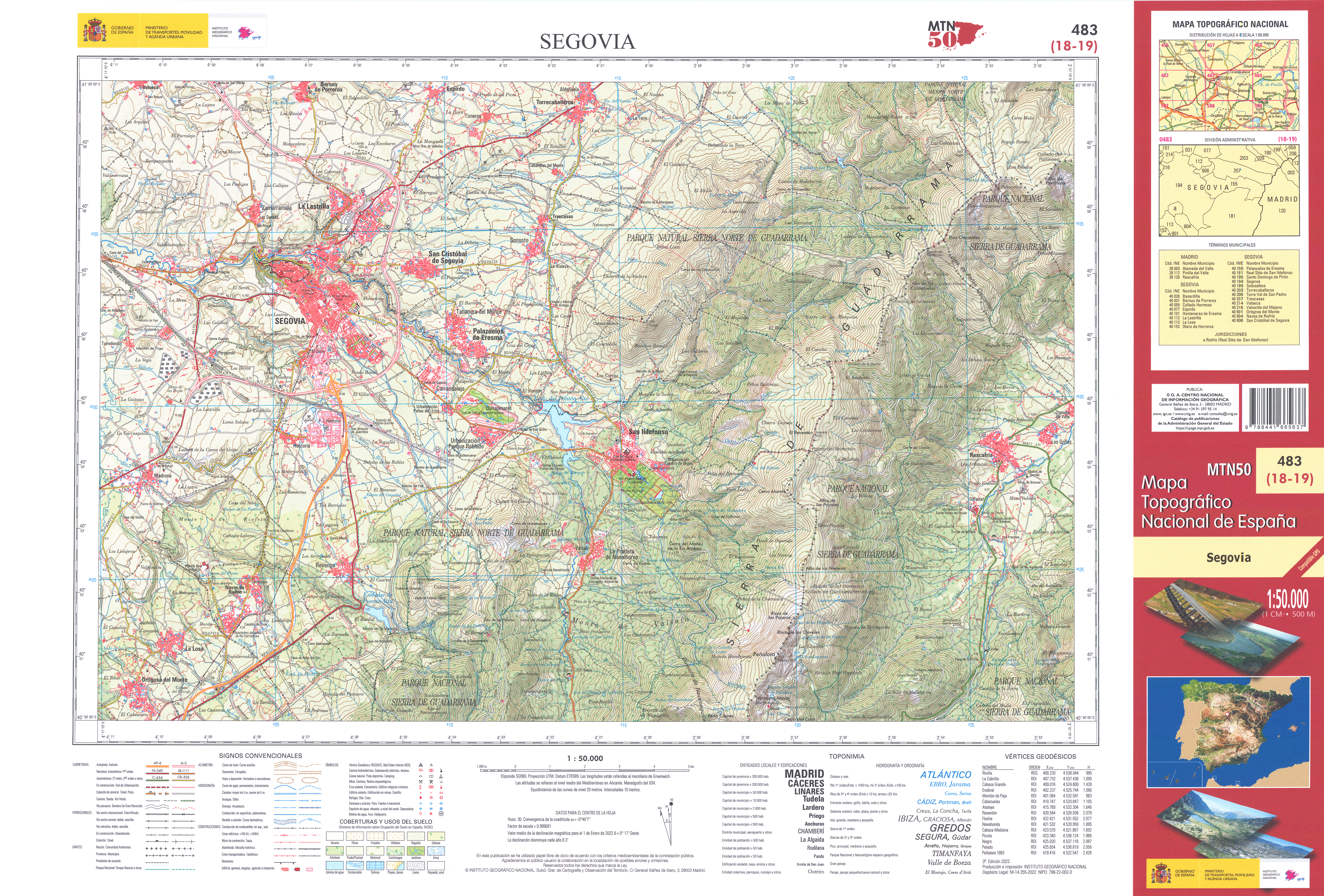
Fragmento de la hoja 483 del Mapa Topográfico Nacional de España de 2022 en el que se representa parte de Navas de Riofrío

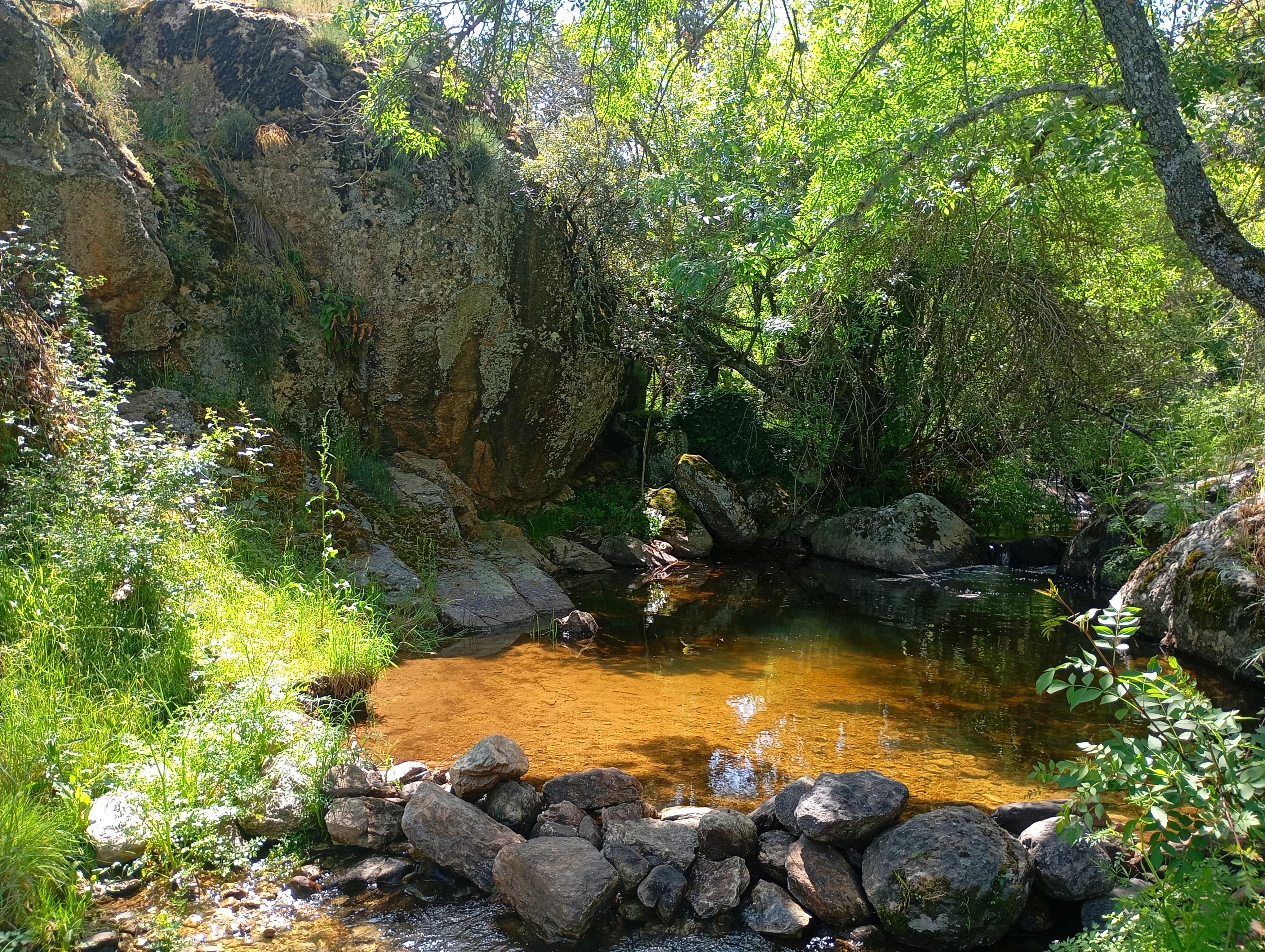
Poza de La Tomasa, área de gran valor natural en el río Peces

Navas de Riofrío se encuentra enclavado entre la sierra de Guadarrama, a pocos metros de su parque natural, y el Bosque de Riofrío. Se sitúa a 6 kilómetros al sur de la ciudad de Segovia y 1,5 al sureste del Palacio Real de Riofrío.
La localidad es atravesada por la carretera SG-V-7212 (Hontoria-La Losa) y es circunvalada por las carreteras SG-V-7210 y N-603, la Autopista AP-61 y la línea ferroviaria Villalba-Segovia. El municipio es también atravesado por la Cañada de la Vera de la Sierra, accesible por cordeles desde el pueblo.

Por su término municipal discurre el río Peces, que bordea el área urbanizada e incluye en pequeño embalse al recibir las aguas del Arroyo de las Horneras. En el curso del Peces destaca el área natural de la Poza de Tomasa, antes de finalmente confluir en las aguas del Río Frío o de La Acebeda, durante la breve intrusión de este otro caudal en el norte del término de Las Navillas.
| Noroeste: enclave del Riofrío (Real Sitio de San Ildefonso) | Norte: enclave del Riofrío (Real Sitio de San Ildefonso) | Noreste: Segovia                     |
| Oeste: La Losa                                              |                                                          | Este: Segovia                        |
| Suroeste: La Losa                                           | Sur: El Espinar                                          | Sureste: Real Sitio de San Ildefonso |

## Historia
Pertenece, desde su fundación o repoblación durante la Reconquista en el siglo XI, a la Comunidad de Ciudad y Tierra de Segovia, en el Sexmo de San Millán. El documento más antiguo conservado en que se menciona data de 1247, en el Archivo Catedralicio de Segovia.
Navas de Riofrío es tradicionalmente un centro de esquileo y de paso de ganado lanar trashumante, con su inicio en la Alta Edad Media y gran importancia en el siglo XVIII.
Fue un municipio independiente hasta su incorporación en 1844 a Revenga que después lo cedió a La Losa en 1900.
En 1940 estaba dividido en dos núcleos pedáneos de La Losa. El poblado original contaba con 57 viviendas y otras 53 edificaciones que sumaban 220 habitantes de derecho; 272 de hecho. El otro barrio, surgido en torno a la estación de tren, contaba con 7 viviendas y otras dos edificaciones que aglutinaban 48 habitantes de derecho; 47 de hecho.
En 1982 se iniciaron los trámites para segregar Las Navas del municipio de La Losa y, el 21 de febrero de 1983, el pleno del Consejo de Castilla y León aprobó la segregación definitiva.

## Demografía
Tiene una superficie de 14,86 km² y cuenta con una población de 439 habitantes (INE 2024).
| Gráfica de evolución demográfica de Navas de Riofrío entre 1828 y 2020 |
| |
| Población según el Diccionario geográfico-estadístico de España y Portugal de Sebastián Miñano. Población residente (1940) según el censo de población de la Dirección General de Estadística, incluyendo el barrio de la estación de tren. Población de derecho (1842-1991, excepto 1857 y 1860 que es población de hecho) o población residente (2001-2011) según los censos de población desde 1842 Entre el censo de 1857 y el anterior, este municipio desaparece porque se integra en Revenga y es cedido en 1900 a La Losa Entre el censo de 1991 y el anterior aparece este municipio porque se segrega de La Losa Población según el padrón municipal de 2020 del INE. |

## Administración y política
Lista de alcaldes
| Periodo   | Nombre                                                           | Partido          |
| --------- | ---------------------------------------------------------------- | ---------------- |
| 1979-1983 | ----                                                             | ----             |

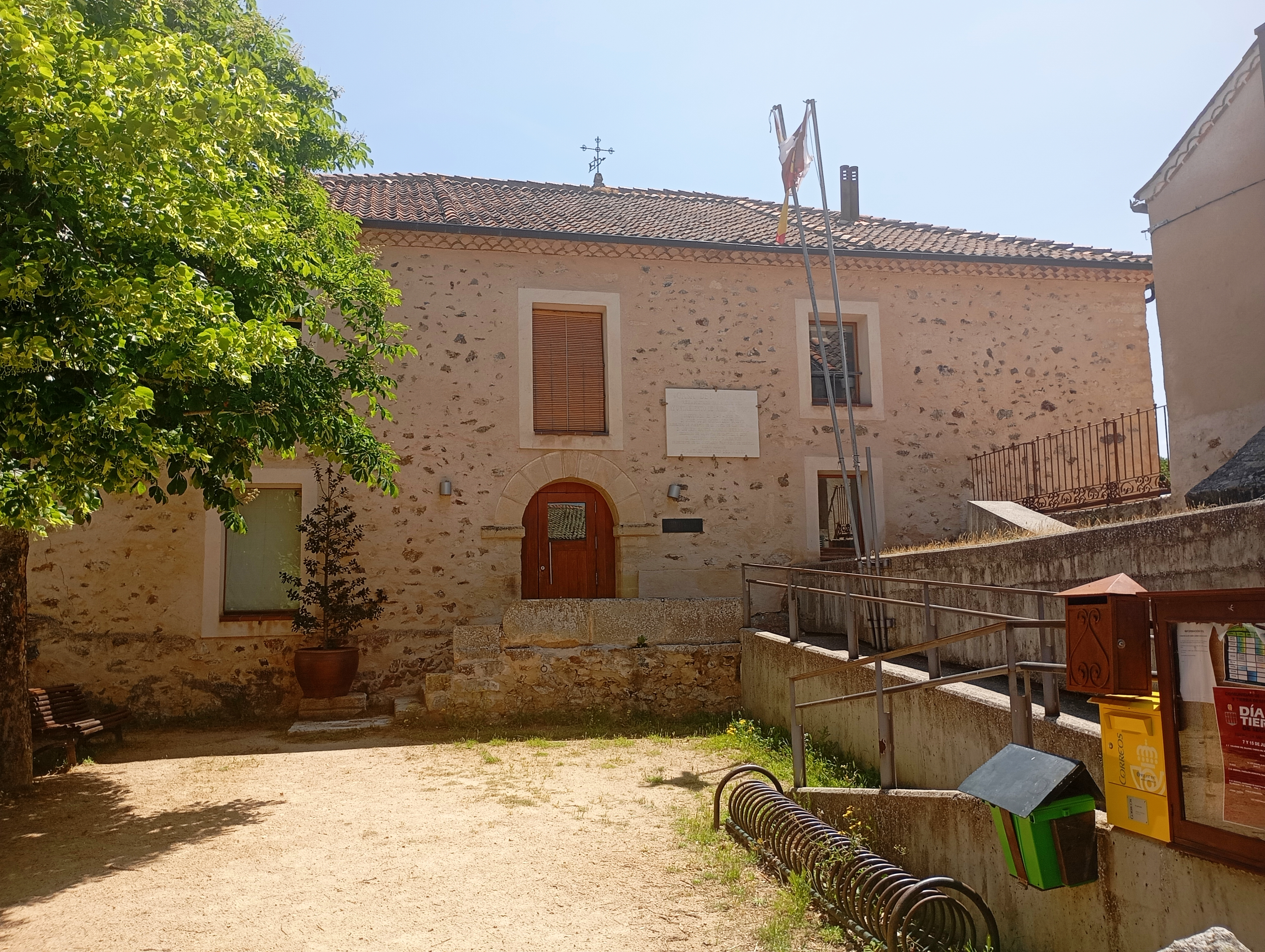
Casa consistorial, sede del Ayuntamiento de Navas de Riofrío

| 1983-1987 | Ángel J. Castillo Sánchez (-1984)Rafael Torres del Álamo (1984-) | Comisión Gestora |
| 1987-1991 | Rafael Torres del Álamo                                          | PP               |
| 1991-1995 | Rafael Torres del Álamo                                          | PP               |
| 1995-1999 | Rafael Torres del Álamo                                          | PP               |
| 1999-2003 | Rafael Torres del Álamo                                          | PP               |
| 2003-2007 | Rafael Torres del Álamo                                          | PP               |
| 2007-2011 | María del Pilar Reques                                           | PP               |
| 2011-2015 | María del Pilar Reques                                           | PP               |
| 2015-2019 | María del Pilar Reques                                           | PP               |
| 2019-2023 | María del Pilar Reques                                           | PP               |
| 2023-act. | Moisés García Cardona                                            | PP               |

## Transporte y comunicaciones

### Autobuses
Metropolitanos

Plano del Transporte Metropolitano de Segovia

Las Navillas forma parte de la red de transporte Metropolitano de Segovia que va recorriendo los distintos pueblos de la provincia.
| Línea | Trayecto                                                                              |
| ----- | ------------------------------------------------------------------------------------- |
| M9    | Otero de Herreros - Segovia (por Revenga, Las Navillas, La Losa y Ortigosa del Monte) |

### Ferrocarril
Media distancia

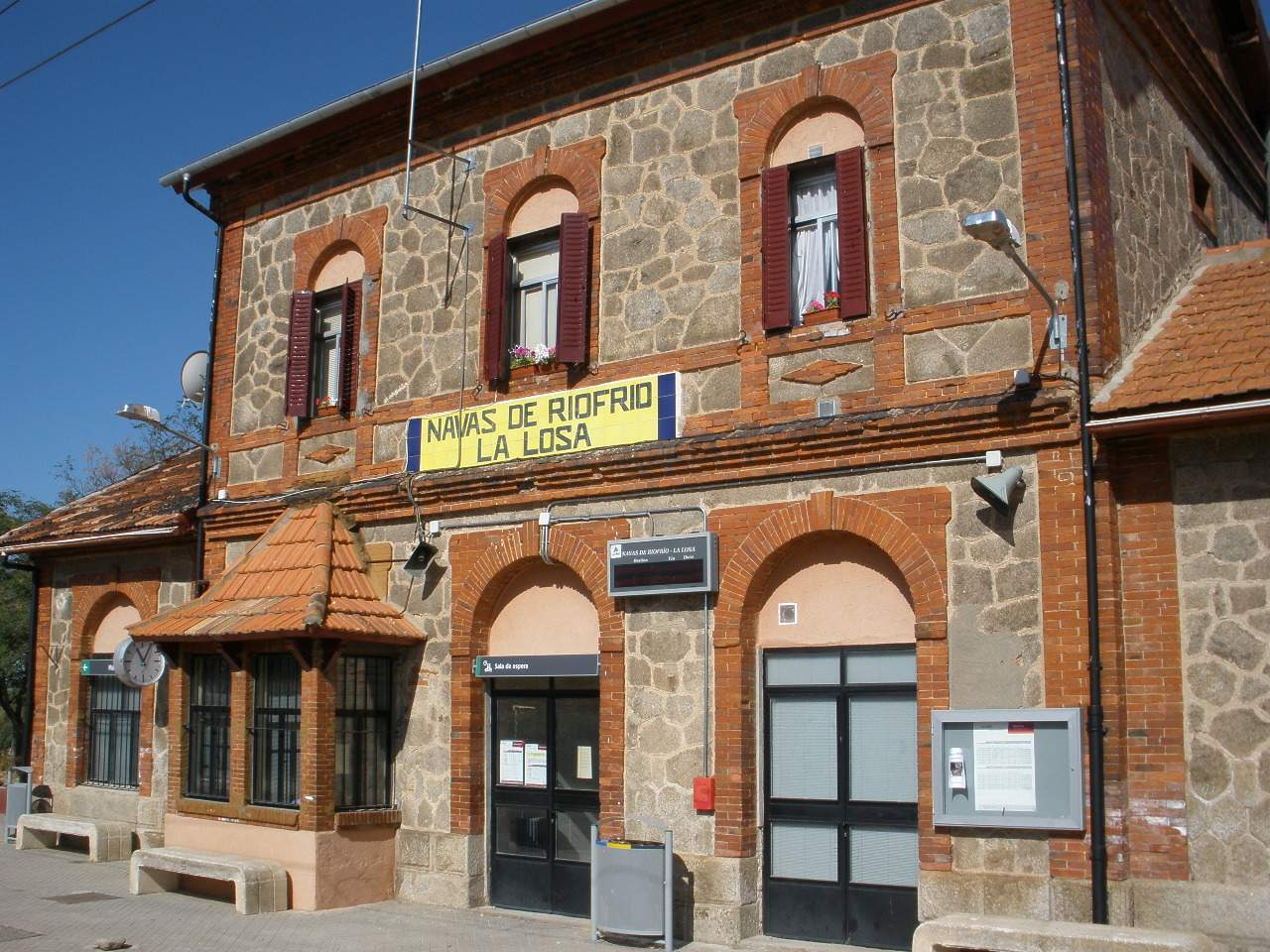
Estación ferroviaria de Navas de Riofrío-La Losa

La estación de Navas de Riofrío-La Losa forma parte de la línea 53 de Media Distancia, que conecta Segovia, Madrid, Collado Villalba, Cercedilla y numerosos pueblos del sur de Segovia. Esta línea fue inaugurada el 29 de junio de 1888, a la par que se ponía en funcionamiento esta estación.

## Cultura

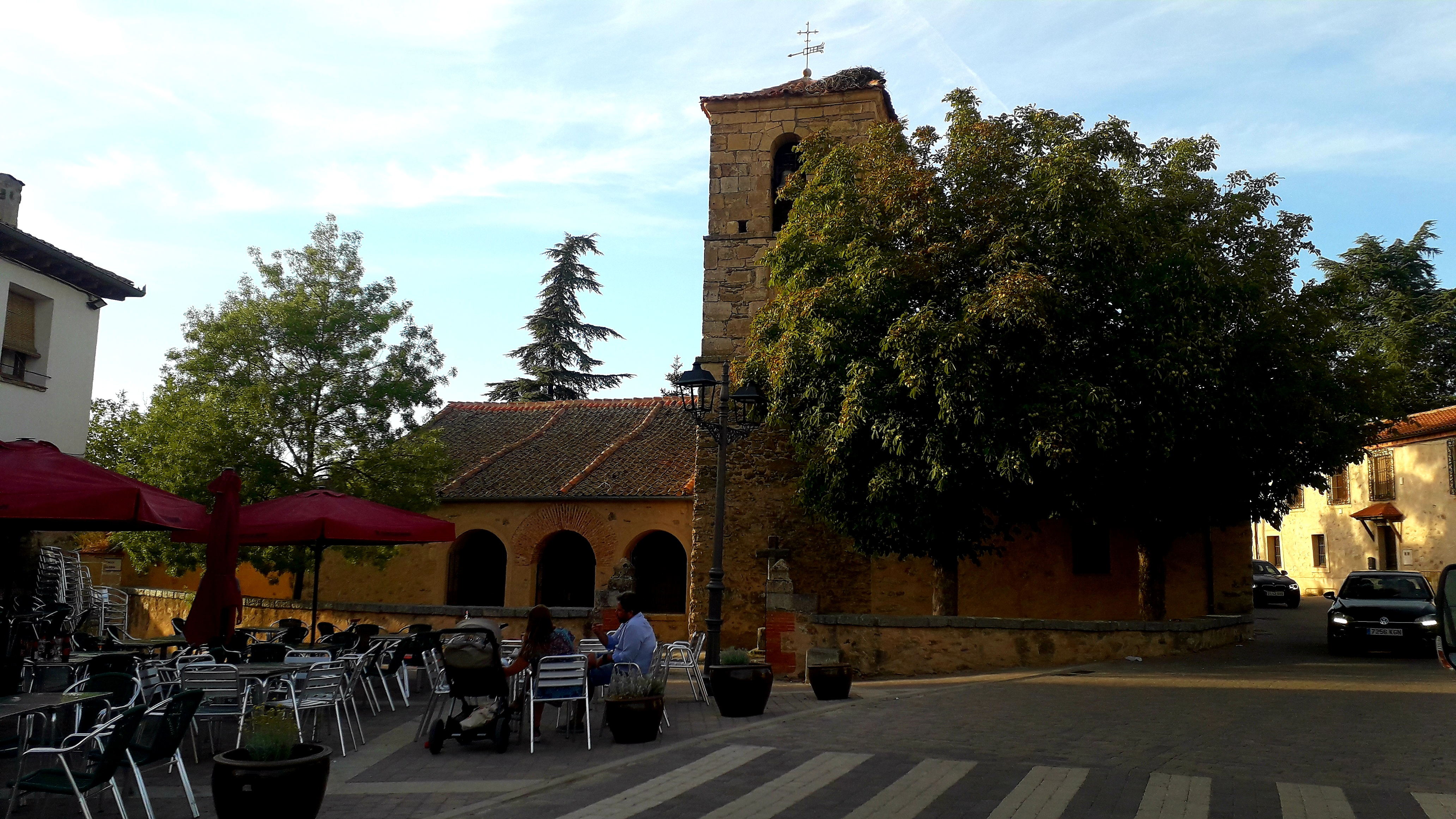
Iglesia de la Inmaculada Concepción

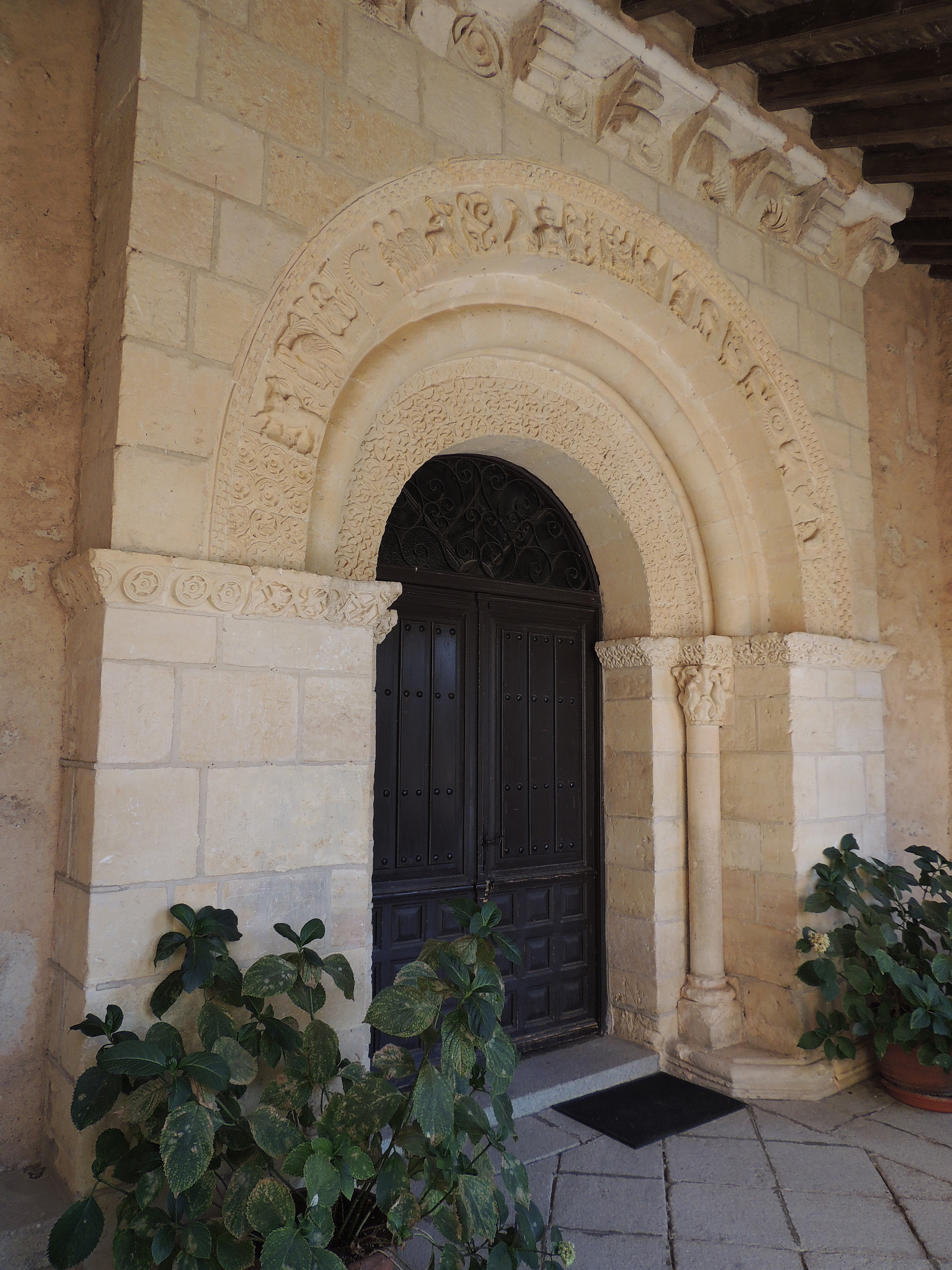
Portada de la iglesia

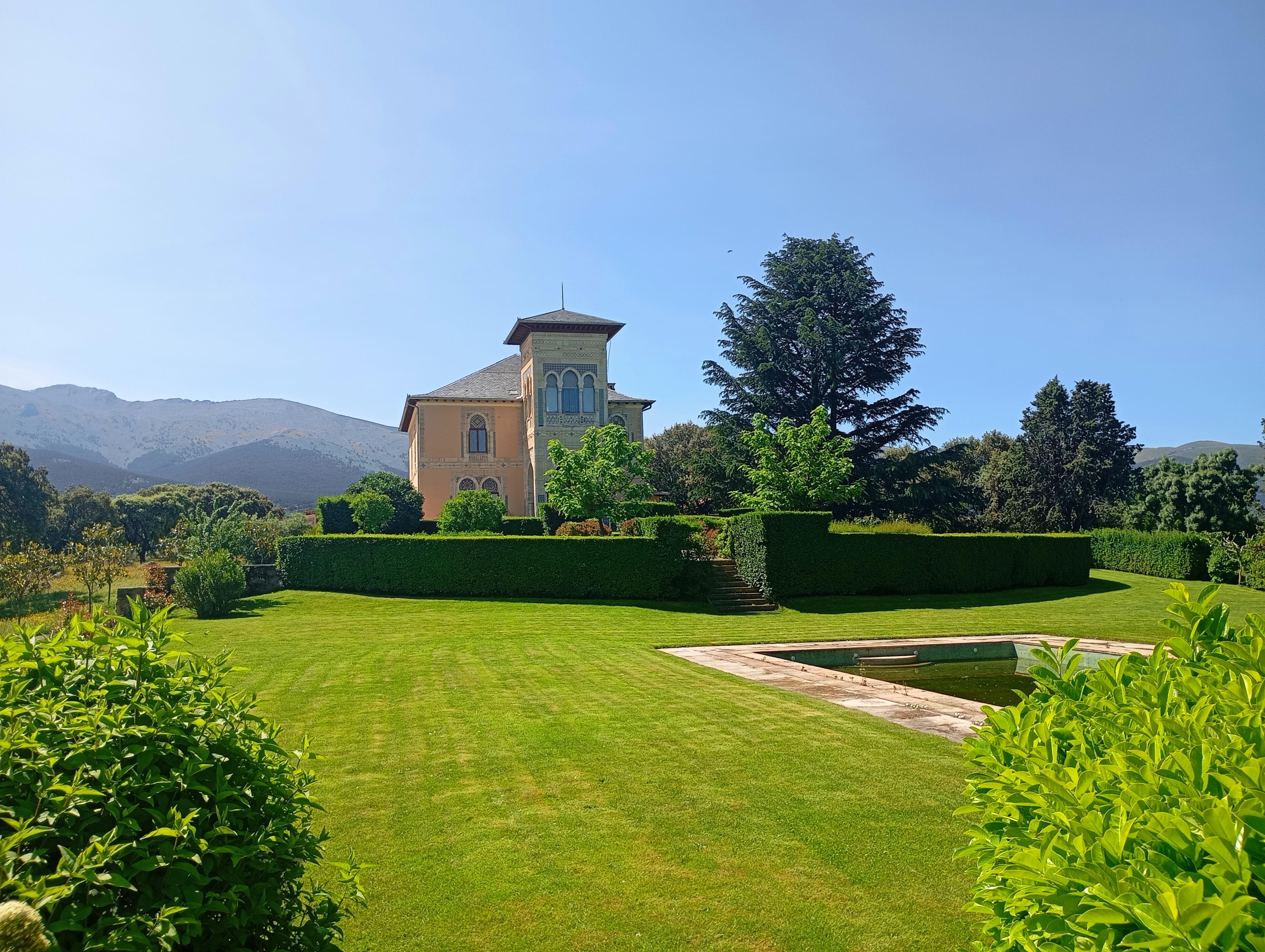
Palacio de Lindaraja

### Patrimonio
- Iglesia parroquial románica de la Inmaculada Concepción;
- Ermita de San Antolín;
- Casas de la Burguesía del siglo XIX-XX de arquitectura pintoresca.
- Charcón antiguo depósito de agua;
- Estación de tren de La Losa-Navas de Riofrío;
- Convento de la Concepción, antiguo hospital para enfermos de tuberculosis durante la guerra civil;
- Cañada de la Vera de la Sierra
- Casas de la Burguesía del siglo XIX-XX;
- Casa o Rancho de esquileo, sito en calle Iglesia, pertenecía a la Marquesa de Castrofuerte.
- Palacio Lindaraja, traído piedra a piedra y reconstruido desde su antiguo emplazamiento en Arturo Soria, hoy dedicado al cuidado de ganado charolés;
- El Bosque y Palacio Real de Riofrío, aunque ya dentro del término municipal del Real Sitio de San Ildefonso, son parte clave del entramado patrimonial local.[6]

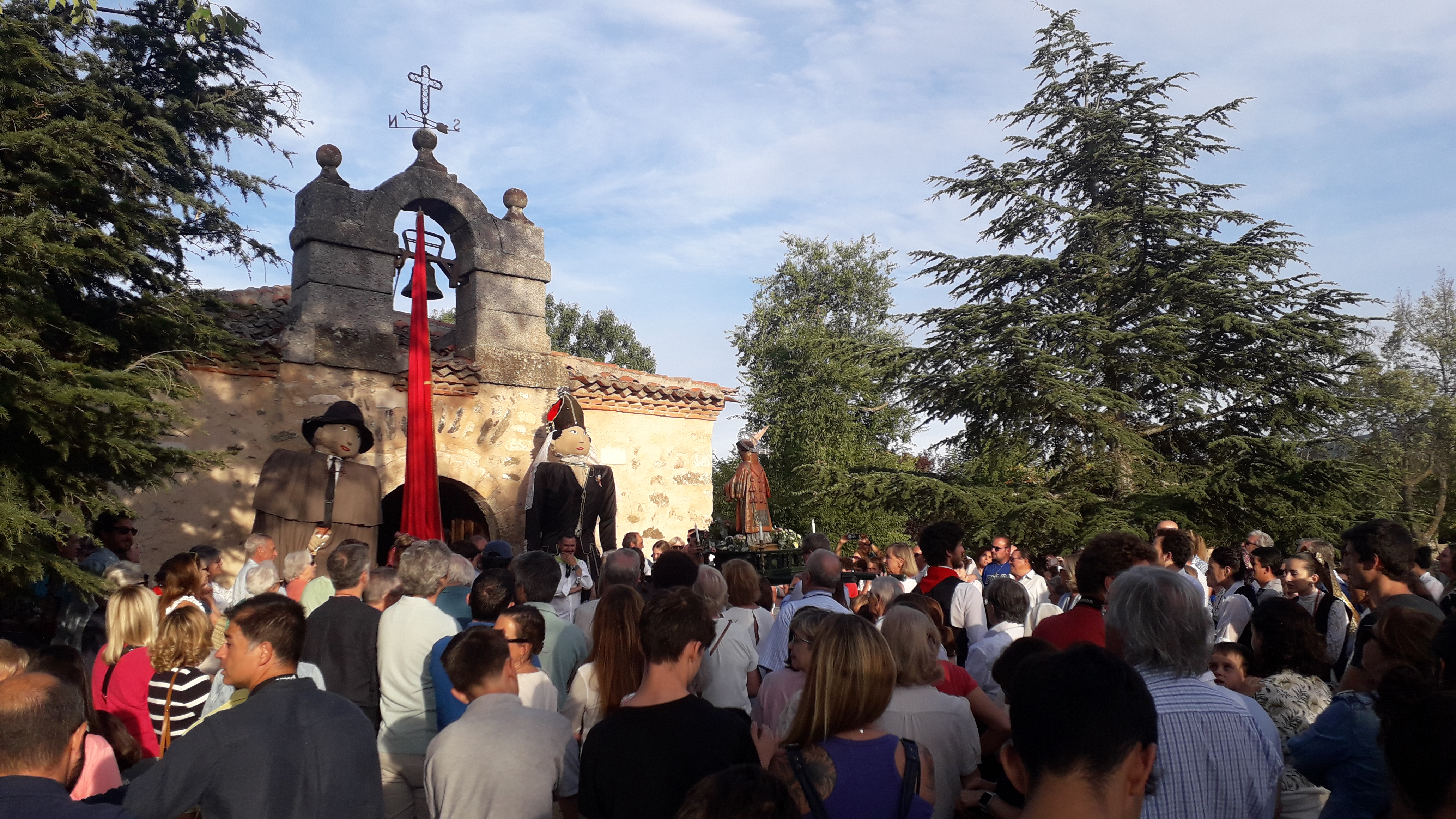
Ermita de San Antolín durante la celebración de este santo, con una procesión y dos gigantes cabezudos

### Fiestas
- San Antolín, el 2 de septiembre;
- La Inmaculada Concepción, el 8 de diciembre.[5]